# Mandy François-Elie
Mandy François-Élie (27 de septiembre de 1989) es una atleta paralímpica francesa que compite en la categoría T37. François-Élie ganó los 100 metros lisos T37 en los Juegos Paralímpicos de Verano de 2012 en Londres y siguió con los títulos de 100 y 200 metros en el Campeonato Mundial de Atletismo IPC de 2013 en Lyon.

## Biografía
François-Élie nació en la isla de Martinica en 1989. Se interesó en el atletismo a una edad temprana y compitió mientras estaba en la escuela. En 2008, al salir de la escuela, sufrió un derrame cerebral que la dejó en coma. Al recuperarse, se descubrió que había sufrido daños motores permanentes. Varios años más tarde, François-Elie regresó al deporte y comenzó a competir en sprints de clasificación T37.

## Historia profesional
Fue seleccionada para el equipo nacional francés para los Juegos Paralímpicos de verano 2012 en Londres. Participó en las carreras de 100 y 400 metros T37, y en los 100 metros se clasificó para la final, después de terminar en primer lugar con un tiempo de 14.30. En la final obtuvo un tiempo de 14.08 y dejó en segundo lugar a la namibia Johanna Benson, ganando su primera medalla de oro Paralímpica. En los 400 metros, François-Elie terminó 4.º en la clasificación de la primera ronda, con un tiempo que no fue lo suficientemente bueno para un puesto en la final.
El 8 de junio, en la cita en Saint Cyr-sur-Loire, François-Elie registró un tiempo de 13.68 en los 100 m, un nuevo récord mundial. En julio, fue vista como una de las favoritas para el Campeonato Mundial de Atletismo del IPC en Lyon. Participó en las carreras de 100 y 200 metros, ganando ambas para convertirse en la campeona mundial de su clase. En la final de los 200 metros, François-Elie corrió con un tiempo de 28.35, batiendo el récord mundial de 13 años que ostentaba la australiana Lisa McIntosh.

## Juegos Paralímpicos
En los Juegos Paralímpicos de verano de 2016 en Río de Janeiro, consiguió  la medalla de plata en Londres, tras correr los 100 m T37 y obtener un tiempo de 13.45.